# Karl Gerhard

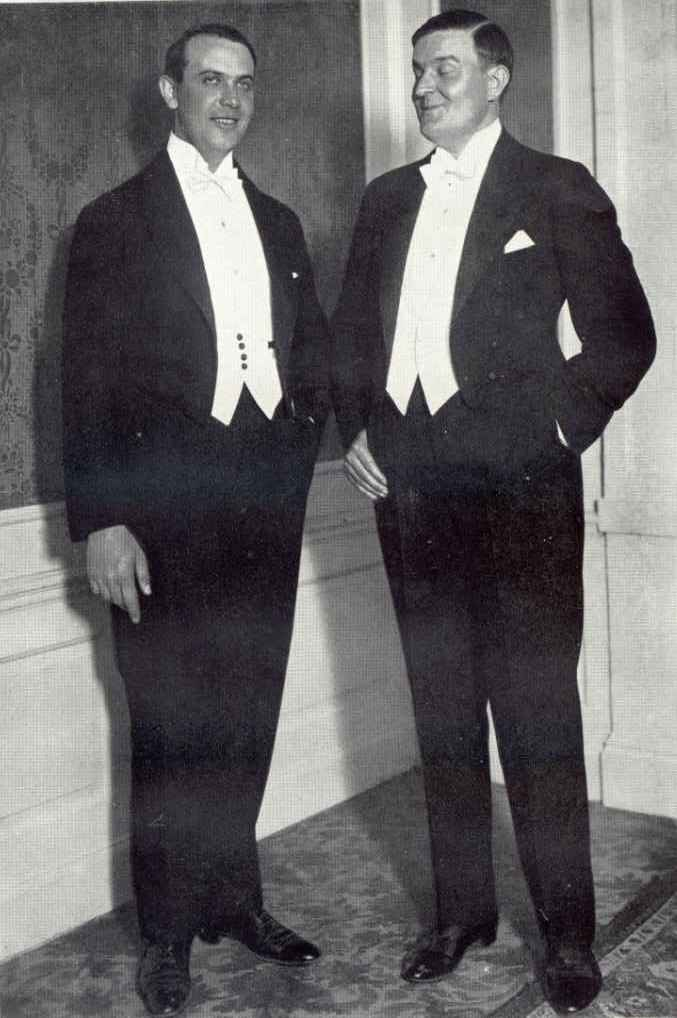
Karl Gerhard (izq.) y Ernst Rolf en 1930

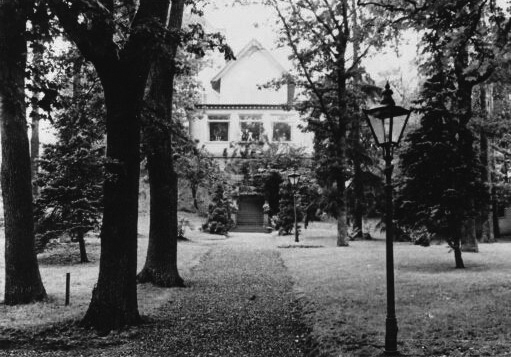
Villa Kråkslottet en 1936

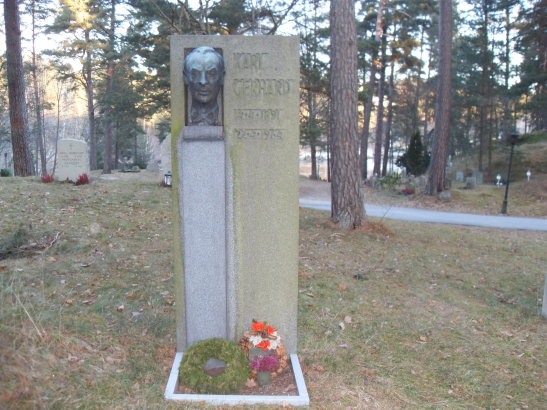
Tumba de Karl Gerhard en el Cementerio Skogsö, en Saltsjöbaden

Karl Gerhard  (14 de abril de 1891-22 de abril de 1964) fue un director teatral, compositor de revistas, cuplés y canciones, y actor. Su primera revista fue Hvem är Hvem, y posteriormente utilizó el pseudónimo Karl-Gerhard. En el año 1938 cambió su apellido por Gerhard.

## Biografía

### Inicios
Nacido en Estocolmo, Suecia, su verdadero nombre era Karl Emil Georg Johnson. Criado en su ciudad natal, a partir de 1908, y a lo largo de muchos años trabajó en diferentes compañías teatrales. 
Karl Gerhard hizo el servicio militar en el Regimiento Bohuslän en Uddevalla en 1916. Su revista Melins system, escrita en la época, llevaba el nombre del jefe del regimiento, Olof Melin, pero se refería al sistema de taquigrafía de Olof Werling Melin. Su primera revista representada profesionalmente, y escrita con Karl-Ewert Christenson, se llevó a escena en 1919 en el  Folkteatern. Ese mismo año debutó como cantante de cuplé en el Cabaret Fénix de Estocolmo sucediendo a Ernst Rolf.
En 1921 trabajó en su revista Folkan – Vart ska vi annars gå?, en la cual Gerhard interpretaba un retrato amable de Gustavo V de Suecia, Kungakupletten. Gerhard se convirtió rápidamente en el gran competidor del rey de la revista, Ernst Rolf, el cual exhibía revistas con un estilo más lujoso. Entre las composiciones más conocidas de Karl Gerhard en ese período figuran Jazzgossen, Lilla Frida och jag, Hurra vad jag är bra y Hej på dej du gamla primadonna.

### Período de grandeza
Tras fallecer Rolf en 1932, Gerhard llegó a ser considerado el rey de la revista en Estocolmo, recibiendo también el mote de ”Aristófanes sueco”. Varias de sus revistas, como Oss greker emellan (Folkan, 1933) y Köpmännen i Nordens Venedig (Folkan, 1936) tenían como estrella a Zarah Leander. Entre sus cuplés más famosos de la época figuran Nu ska vi vara snälla y Han är ett bedårande barn av sin tid. Para Zarah Leander escribió la canción I skuggan av en stövel (1934), la cual era una protesta contra la persecución judía en Europa.
Karl Gerhard se posicionó políticamente como azote del nazismo y en contra de la no beligerancia sueca. Tuvo una actitud muy positiva hacia el comunismo de la Unión Soviética, y durante un viaje a Moscú interpretó su cuplé antinazi Den ökända hästen från Troja, que formaba parte de su revista Gullregn 1940. En cumplimiento de una obsoleta ley sueca, la policía prohibió la interpretación de cuplés en Estocolmo, lo cual fue el más famoso ejemplo de la postura inestable de Suecia y la autocensura durante la guerra. 

### Posguerra
Tras esas actividades políticas, Gerhard ya no volvió a ser una figura de la lucha política, viviendo cómodamente gracias a su reputación, sus cuplés y actuaciones en diferentes medios y locales. Sin embargo, en el día de Pentecostés de 1947, Gerhard obtuvo un gran éxito en la celebración del aniversario del Partido Comunista de Suecia, que tuvo lugar en la fuente Ugglevikskällan de Estocolmo, y en la que interpretó la canción Mitt hjärta, mitt hjärta, con texto de Gustav Johansson.
En los años 1950 escribió una serie de libros de memorias (Om jag inte minns fel, Katt bland hermeliner och Lite gullregn), hizo giras acompañado de Bo Ekemar, actuó con frecuencia en la radio interpretando melodías tanto antiguas como recientes, y escribió un programa de variedades a interpretar en Año Nuevo, representado por vez primera en Gotemburgo, y posteriormente en Estocolmo (habitualmente en el Chinateatern). En colaboración con Povel Ramel, Gerhard participó en 1957-1960 en giras veraniegas con revistas de la serie Knäppupp, producidas por el primero. Su última actuación en una revista completa tuvo lugar en 1961 con Ursäkta handsken, bajo la dirección de Tage Danielsson. 
A partir de 1952, en el Vasateatern, local dirigido por su hijo, Per Gerhard, hizo ocasionales papeles en comedias de bulevar. Su última actuación tuvo lugar en Mitt bedårande jag (Photo Finish), obra de Peter Ustinov.

### Vida privada
Karl Gerhard era hijo de Frans Emil Jonsson (1861–1917) y Jenny Augusta Jonsdotter (1863–1906), ambos originarios de Småland. Tenía dos hermanos menores, Axel Fritiof Napoleon Johansson (1893–1939) y Erik Vilhelm Valdemar Johansson (1896–1959).
Karl Gerhard se casó tres veces: entre 1913 y 1920 estuvo casado con Mary Johnson, que llegó a ser una estrella de la floreciente industria cinematográfica sueca. Con ella tuvo a su hija Maj-Catrine (1914–1964). Entre 1922 y 1930 estuvo casado con Valborg Geyron, matrimonio que dio un hijo, Per Gerhard. En 1926 se mudó a vivir a Villa Kråkslottet, una casa de verano diseñada por el arquitecto Erik Josephson. 
En el año 1930 se casó con Brita Werner, acabando la unión en 1936 con un divorcio, al igual que los anteriores matrimonios. En la década de 1930 cohabitó con su coreógrafa, Karen Scheutz. Más adelante mantuvo una relación secreta con su secretario, Göthe Ericsson, y en 1949 adoptó una niña, Fatima Svendsen. 
Karl Gerhard falleció el 22 de abril de 1964 en el Hospital universitario Karolinska de Estocolmo, durante una intervención quirúrgica cardiaca relacionada con un infarto agudo de miocardio. Se celebró su funeral en la Iglesia Hedvig Eleonora. Fue enterrado en el Cementerio Skogsö en Saltsjöbaden.

## Producción musical

### Cuplés y otras canciones
- 1922 : Jazzgossen
- 1925 : Lilla Frida och jag
- 1931 : Desto vackrare blir jag
- 1934 : Halleluja
- 1934 : I skuggan av en stövel
- 1935 : Godafton vackra mask
- 1936 : Nu ska vi vara snälla
- 1937 : I de ökända kvarteren i de ruskiga Marseilles
- 1937 : Gullregn över stan
- 1937 : Dom säger på stan
- 1938 : Visan om Pauline Brunius
- 1938 : Tack ska du ha
- 1938 : Hurra hurra vad det är roligt i Moskva
- 1940 : Den ökända hästen från Troja
- 1940 : Han är ett bedårande barn av sin tid (música de Jules Sylvain)
- 1942 : Förgyll vad du kan förgylla
- 1942 : Vart tar alla vackra flickor vägen
- 1944 : Under takåsarna i Paris
- 1946 : Det rara gamla paret
- 1948 : Gungorna och karusellen
- 1955 : Alla muntra fruarna i Mälarstan
- 1955 : Så var det med det lilla helgonet
- 1955 : En katt bland hermelinerna
- 1957 : Utsikt från en bro

### Álbumes
La mayoría de las canciones de Karl Gerhard se publicaron en 78 RPM. Entre las ediciones más modernas figuran:
- Etthundra år, Ancha 1990
- Svenska sångfavoriter: Karl Gerhard, EMI 1995
- Hästen från Troja, Bakhåll, 2003

## Teatro

### Revistas de Gerhard
- 1921 : Folkan – Vart ska vi annars gå?
- 1926 : Du gamla, du fria
- 1925 : Allt i gala
- 1927 : Stockholms blodbad, Folkan
- 1928 : Wi jubilera, Hans Majestät och jag
- 1931 : Rolfs revy av Karl Gerhard
- 1931 : Här va' de' eller Varuhuset Sverige, junto con Gösta Stevens, Södra Teatern[1]
- 1933 : Oss greker emellan
- 1936 : Köpmännen i Nordens Venedig, Folkan
- 1937 : Karl Gerhards vershus, Folkan
- 1938 : Vi västerhavstorskar
- 1938 : Indiansommar, Folkan
- 1938 : Karl Gerhards höstmanöver, Folkan
- 1939 : Karl-Gerhards jubileumsrevy, Folkan
- 1940 : Gullregn, Folkan
- 1942 : Sol och vår, Folkan
- 1942 : Karl Gerhards Tingel-Tangel
- 1946 : Ett lysande elände
- 1946 : Trivsel-Sverige, Oscarsteatern
- 1950 : Där de stora torskarna går
- 1952 : Kyss mej Katie
- 1954 : Karl Gerhards eriksgata, Folkan
- 1957 : Kråkslottet, Odeonteatern, Estocolmo
- 1959 : Två träd
- 1961 : Ursäkta handsken, Idéon

### Actor
- 1933 : Oss greker emellan, de Karl Gerhard, Folkan
- 1934 :  L'ecole des cocottes, de Paul Armont y Marcel Gerbidon, escenografía de Karl Gerhard, Folkan[2]
- 1934 : Mitt vänliga fönster, de Karl Gerhard, escenografía de Karl Gerhard, Folkan[3]
- 1944 : Jorden runt på 80 dagar, de Alf Henrikson, Malmö stadsteater
- 1952 : Pappa, mamma, barn, de André Roussin, escenografía de Per Gerhard, Vasateatern[4]
- 1964 : Mitt bedårande jag, de Peter Ustinov, escenografía de Gerda Wrede, Vasateatern[5]

### Director
- 1934 : L'ecole des cocottes, de Paul Armont y Marcel Gerbidon, Folkan
- 1934 : Mitt vänliga fönster, de Karl Gerhard, Folkan

## Filmografía

### Actor
- 1913 : Mannekängen
- 1917 : I mörkrets bojor
- 1918 : Mästerkatten i stövlar
- 1929 : Säg det i toner
- 1930 : Prov utan värde
- 1932 : Lyckans gullgossar
- 1935 : Äktenskapsleken
- 1945 : Skådetennis
- 1953 : Vi tre debutera
- 1958 : Jazzgossen
- 1960 : En kväll med Karl Gerhard (TV)

### Guionista
- 1925 : Hennes lilla majestät
- 1935 : Äktenskapsleken
- 1939 : Hennes lilla Majestät

## Libros
- 1931 : Och så kommer det en gosse (memorias)
- 1945 : I skuggan av en stövel (textos políticos)
- 1950 : Karl Gerhards bästa (textos y apuntes)
- 1952 : Om jag inte minns fel (memorias)
- 1956 : Katt bland hermeliner (memorias)
- 1961 : Lite gullregn (memorias)
- 1964 : Med mitt goda minne (memorias)
- 1980 : Köpmännen i Nordens Venedig